# Brunnslandsholmane
Brunnslandsholmane est une île dans le landskap Sunnhordland du comté de Vestland. Elle appartient administrativement à Lindås.

## Géographie
Rocheuse et couverte d'arbres, à fleur d'eau, elle s'étend sur environ 178 m de longueur pour une largeur approximative de 119 m.